# Stanisław Świętochowski

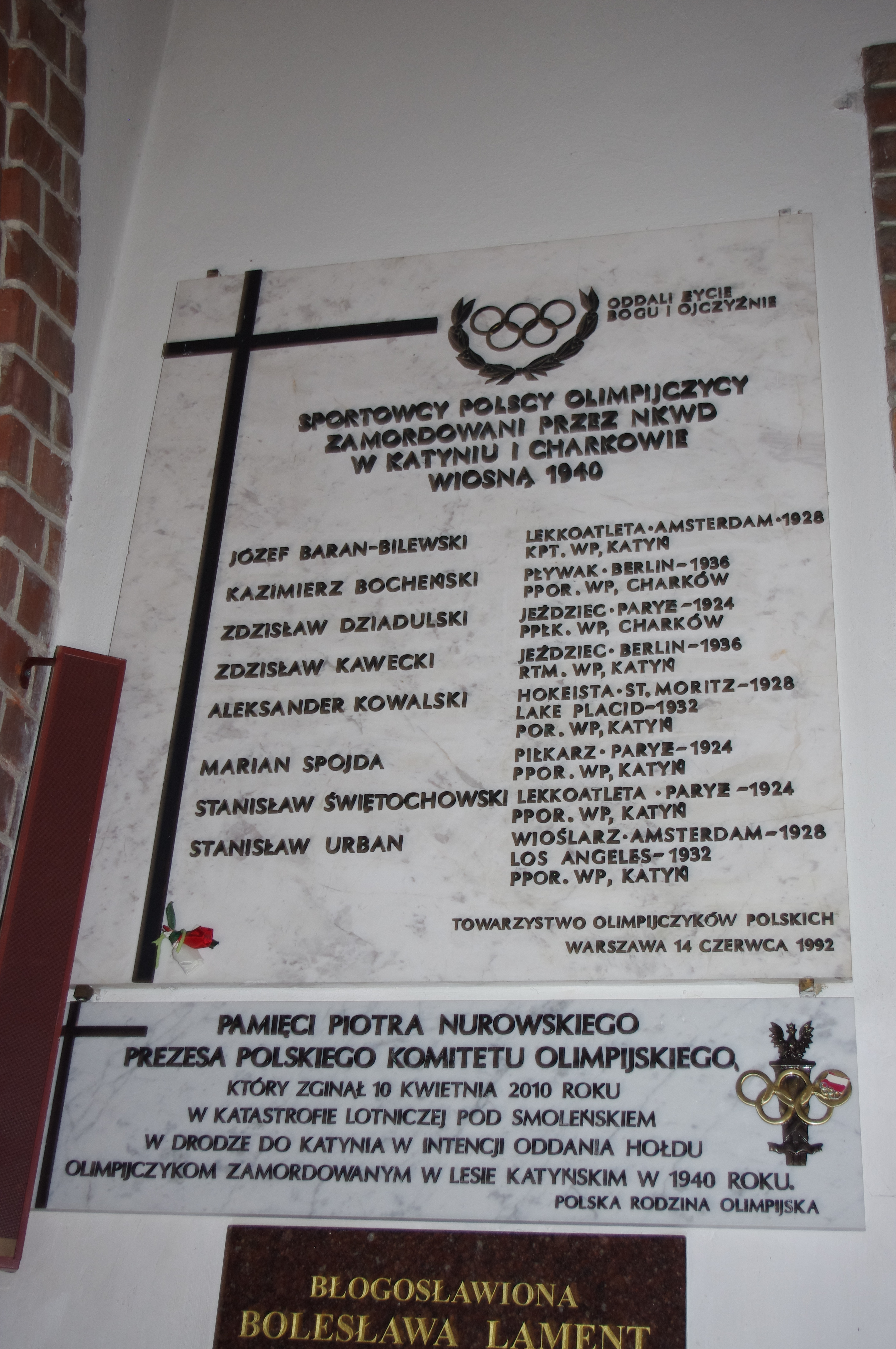
Tablica upamiętniająca polskich olimpijczyków pomordowanych przez NKWD w bazylice katedralnej św. Michała i św. Floriana w Warszawie

Stanisław Dominik Świętochowski (ur. 4 sierpnia 1899 w Warszawie, zm. 25 grudnia 1940 w Moskwie) – polski dyplomata, w młodości lekkoatleta, olimpijczyk.

## Młodość
Ukończył w 1917 Gimnazjum Wojciecha Górskiego w Warszawie. Podjął studia na Politechnice Warszawskiej na kierunku inżynieria budowlana, ale przerwał je wstępując ochotniczo do Wojska Polskiego. Walczył w wojnie polsko-radzieckiej.

## Kariera lekkoatletyczna
Startował w latach 1921-1924. Wystąpił na igrzyskach olimpijskich w 1924 w Paryżu, gdzie odpadł w eliminacjach biegu na 400 metrów.
Był mistrzem Polski w biegu na 400 metrów i na biegu na 800 metrów w 1922 oraz w sztafecie 4 × 100 metrów w 1923, a także brązowym medalistą w biegu na 100 metrów w 1921, w biegu na 400 metrów w 1921 i 1923 oraz w skoku w dal w 1922. Sześciokrotnie poprawiał rekordy Polski: w biegu na 400 metrów przez płotki na 1:06,3 (28 lipca 1923 w Warszawie), w sztafecie 4 × 100 m na 46,7 (2 lipca 1922 w Warszawie) i 46,4 (29 lipca 1923 w Warszawie), w sztafecie szwedzkiej na 2:08,8 (9 lipca 1922 w Warszawie), w sztafecie olimpijskiej na 3:48,6 (16 lipca 1922 we Lwowie) i w sztafecie 10 × 100 m na 1;59,5 (8 maja 1924 w Warszawie).
Wystąpił w pierwszym meczu reprezentacji lekkoatletycznej Polski z Czechosłowacją i Jugosławią w biegu na 800 metrów (5. miejsce) i w sztafetach 4 × 100 metrów i 4 × 400 metrów.
Rekordy życiowe:
- bieg na 100 metrów – 11,3 (27 maja 1922, Warszawa)
- bieg na 400 metrów – 53,1 (2 lipca 1922, Warszawa)
- bieg na 800 metrów – 2:06,0 (1 lipca 1922, Warszawa)
- bieg na 400 metrów przez płotki – 1:06,3 (28 lipca 1923, Warszawa)
- skok w dal – 5,93 (31 lipca 1921, Warszawa)
- trójskok – 10,41 (31 lipca 1921, Warszawa)

Był zawodnikiem Polonii Warszawa.

## Działalność dyplomatyczna
20 czerwca 1924 Świętochowski zakończył karierę sportową i podjął pracę w Ministerstwie Spraw Zagranicznych. Pracował w Konsulacie Generalnym RP w Lille (1924-1932), tam też ukończył studia prawnicze w 1932. Był konsulem w Düsseldorfie w latach 1934–1938.

## Aresztowanie i śmierć
Po wybuchu II wojny światowej otrzymał polecenie ewakuacji wraz z innymi pracownikami MSZ do Rumunii. Spóźnił się jednak na pociąg i usiłował przedostać się do Rumunii przez Lwów. Został aresztowany przez NKWD w Śniatyniu. Przebywał w więzieniach w Stanisławowie i Kozielsku, a następnie na Łubiance w Moskwie. Tam po rocznym procesie został skazany na karę śmierci przez tajne Wojenne Kolegium Sądu Najwyższego ZSRR 10 listopada 1940. Wyrok wykonano 25 grudnia tego roku, a ciało Świętochowskiego zostało spalone w krematorium na Cmentarzu Dońskim w Moskwie. Wyrok z 1940 został uchylony przez Sąd Najwyższy ZSRR w 1990.